# Gambija
 Ovo je glavno značenje pojma Gambija. Za druga značenja pogledajte Gambija (razdvojba).
Gambija je država u zapadnoj Africi. Na zapadu izlazi na Atlantski ocean, dok je na kopnu potpuno okružena teritorijem Senegala. Zemlja prati tok rijeke Gambije i proteže se oko 320 km u smjeru istok-zapad, a širina u smjeru sjever-jug ne prelazi 50 km, te je površinom najmanja država kontinentalne Afrike.
Gambija je nastala kao britansko kolonijalno uporište na atlantskoj obali zapadne Afrike kojom je dominirala Francuska. Iako se nakon neovisnosti očekivalo zbližavanje, pa i ujedinjenje zemlje s bivšim francuskim Senegalom, planirana konfederacija nije zaživjela. Etnički je Gambija zajednica više naroda među kojima su najbrojniji Mandinka, Fula i Wolof.
Gospodarstvo se još uvijek temelji na poljoprivredi s kikirikijem kao glavnim izvoznim proizvodom. BDP je u 2004. bio 1.800 USD po stanovniku, mjereno po PPP-u.

## Geografija i priroda
Teritorij Gambije se sastoji od dva uska, no zato 320 kilometara dugog pojasa širokog od 10 do 65 kilometara s obje strane rijeke Gambije u čijoj je delti podignut glavni grad Banjul. Cijela zemlja je i stvari ravna, lagano nabrana pješčenjačka zaravan koja na istoku doseže maksimalnu nadmorsku visinu od 200 metara. Klima je tropska s jednim kišnim razdobljem ljeti i relativno postojanim visokim temperaturama cijele godine. 

## Stanovništvo
Pripadnici sudanskog naroda Mandingo su zastupljeni s 42% od ukupnog broja stanovnika te su najveća etnička skupina u Gambiji. Brojčano ih slijedi narod uzgajivača stoke Fulbe, kao i njima jezično srodan narod Serer, koji zajedno čine oko 20%stanovnika. Narod Wolof, čiji su pripadnici većinom obrtnici i trgovci, predstavljaju oko 16% stanovnika. Ljude ove zemlje međusobno povezuje zajednička religija, islam, kojem pripada 85% stanovnika, a oko 9% su kršćani. Uz monoteističke religije i dalje se njeguju tradicionalni kultovi. Jako je rašireno štovanje predaka, prinošenje žrtava prirodnim božanstvima i liječenje uz pomoć obreda ili magijskih predmeta.

## Povijest
Prvi pisani tragovi o području potječu od arapskih trgovca iz 9. i 10. stoljeća. Od 13. do 15. stoljeća današnja Gambija nalazila se u području države Mali, čiji su nositelji bili Mandinka, narod čiji je jezik pripada jezičnoj skupini mande. Više Mand-naroda je nakon propasti države Mali osnovalo u Gambiji više manjih kneževina koje su nadzirale trgovinu. Njihovi su partneri bili Portugalci, koji su krajem 15. stoljeća na obali podigli trgovačke ispostave, kao i Englezi od 1588. te Francuzi od 1681., koji su se jedni za drugima utaborili na ušću rijeke Gambije. 
Songajsko Carstvo (ranije vazal u sklopu Malijskog carstva) koje je dominiralno područjem u 16. stoljeću, počelo se urušavati pod stalnim napadima i pljačkama marokanskih plemena i portugalaca, te su do kraja 16. stoljeća portugalci osvojili područje. Godine 1588. pretendant na prijestolje Portugala António, Prijor Cratoa (1531 – 1595) prodao je prava na trgovinu duž rijeke Gambije engleskim trgovcima. Od 1651. do 1661. dio Gambije je bio neizravno kolonija Poljsko-Litvanske Unije (Lublinska unija); posjed u Gambiji kupio je vojvoda Jakub Kettler. Naselili su se na otoku James (danas otok Kunta Kinte) koji su nazvali Sv. Andrija, te izgradili naselje koje su koristili kao trgovačku ispostavu od 1651. pa do 1661. kada su je osvojili englezi.
Tijekom kasnog 17. stoljeća i cijelog 18. stoljeća odvijala se borba Velike Britanije i Francuske za političkom i ekonomskom dominacijom nad područjem oko rijeke Senegal i rijeke Gambije. Godine 1783., potpisan je sporazum u Parizu, kojim je Velika Britanija dobila posjede Gambije, dok je Francuska zadržala enklavu Albreda na sjevernoj obali rijeke, koja se je 1857. priključila Britancima. 
Čak i nakon što su britanski vlasnici posjeda u Senegalu i Gambiji bili su podređeni britanskoj kruni, utjecaj Mane-kneževina je opstao. Gambija je 1843. postala britanska krunska kolonija, a 1960. stekla je autonomiju. Potkraj kolonijalnoga doba, ranih 1950-ih, 97 % gambijskoga gospodarstva počivalo je na kikirikiju. Tada je od 275 000 stanovnika tek 4 000 bilo pismeno. U glavnom gradu nije bilo hotela osim državnog konačišta, koje je imalo šest postelja, ali nije bilo restorana.
Gambijski put do neovisnosti bio je teži nego u susjednim zemljama. Izbori su održani 1960. i na njima je za premijera izabran Sir Dawda Kairaba Jawara. Pod njegovom upravom zemlja je stekla punu političku neovisnost tek 1970. Iako se Jawara zalagao za demokratski razvoj svoje zemlje, u rukama je imao potpuno neograničenu vlast. Godine 1961. vojska je izvela državni udar, međutim, Senegal je poslao svoju vojsku i ugušio pobunu. Jawara je stoga pristao na sklapanje konfederacije sa Senegalom, u državu imenom Senegambija, koja je između 1982. i 1989. postojala jedino na papiru. Jawaru je 1994. svrgnuo s vlasti mladi poručnik Yahya Jammeh, kojeg su 1996. izabrali za civilnog predsjednika Gambije i koji je od tada i premijer Gambije. Vladao je do 2016. kada je na demokratskim izborima pobijedio Adama Barrow, kojega je podržala koalicija oporbenih stranaka. 

## Administrativna podjela
Gambija je podijeljena na osam područja lokalne samouprave, uključujući glavni grad Banjul, koji je klasificiran kao grad. Podjelu Gambije stvorilo je Nezavisno izborno povjerenstvo u skladu s člankom 192. nacionalnog ustava.
| Name                                                   | Površina (km2) | Stanovništvo (2003.) | Stanovništvo (2013.) | Glavni grad    | Broj okruga |
| ------------------------------------------------------ | -------------- | -------------------- | -------------------- | -------------- | ----------- |
| Banjul (glavni grad)                                   | 12.2           | 35,061               | 31,301               | Banjul         | 3           |
| Kanifing                                               | 75.6           | 322,735              | 382,096              | Kanifing       | 1           |
| Brikama (prije: Zapadni)                               | 1,764.3        | 389,594              | 699,704              | Brikama        | 9           |
| Mansa Konko (prije: Donja rijeka)                      | 1,628.0        | 72,167               | 82,381               | Mansakonko     | 6           |
| Kerewan (prije: Sjeverna obala)                        | 2,255.5        | 172,835              | 221,054              | Kerewan        | 7           |
| Kuntaur (prije: zapadna polovica Središnje rijeke)     | 1,466.5        | 78,491               | 99,108               | Kuntaur        | 5           |
| Janjanbureh (prije: istočna polovica Središnje rijeke) | 1,427.8        | 107,212              | 126,910              | Janjanbureh    | 5           |
| Basse (prije: Gornja rijeka)                           | 2,069.5        | 182,586              | 239,916              | Basse Santa Su | 7           |
| Ukupno                                                 | 10,689         | 1,360,681            | 1,882,450            | Banjul         | 43          |

## Šport
Najpopularniji sport u Gambiji je nogomet, iako gambijska nacionalna reprezentacija nije do sada imala većih uspjeha na međunarodnim natjecanjima. Gambija sudjeluje na Ljetnim olimpijskim igrama od 1984. godine dok na Zimskim olimpijskim igrama nisu nastupili niti jednom. Gambijski sportaši i sportašice nisu osvojili niti jednu medalju na tim natjecanjima.